# Vĩnh Hòa, thị xã Tân Châu
Vĩnh Hòa là một xã cũ thuộc thị xã Tân Châu, tỉnh An Giang, Việt Nam.

## Địa lý
Xã Vĩnh Hòa nằm ở phía bắc thị xã Tân Châu, có vị trí địa lý:
- Phía đông giáp tỉnh Đồng Tháp qua sông Tiền
- Phía tây giáp xã Phú Lộc
- Phía nam giáp các xã Tân Thạnh và Tân An
- Phía bắc giáp xã Vĩnh Xương.

Xã có diện tích 21,13 km², dân số năm 2019 là 8.824 người, mật độ dân số đạt 418 người/km².

## Lịch sử
Sau năm 1975, Vĩnh Hòa là một xã thuộc huyện Phú Châu.
Ngày 25 tháng 4 năm 1979, Hội đồng Chính phủ ban hành Quyết định 181-CP. Theo đó, sáp nhập ấp Tân Thạnh của xã Tân An vào xã Vĩnh Hòa.
Ngày 13 tháng 11 năm 1991, huyện Phú Châu được chia lại thành hai huyện An Phú và Tân Châu, xã Vĩnh Hòa thuộc huyện Tân Châu.
Từ ngày 24 tháng 8 năm 2009, xã Vĩnh Hòa trực thuộc thị xã Tân Châu.

## Hành chính
Xã Vĩnh Hòa được chia thành 7 ấp: Vĩnh An, Vĩnh Bường, Vĩnh Khánh, Vĩnh Thạnh A, Vĩnh Thạnh B, Vĩnh Thạnh C và Vĩnh Thạnh D.